# 1968年南非总统选举
1968年南非总统选举是一次南非的国家总统选举
。选举结果是国民党的雅各布斯·約翰尼斯·福歇被南非议会一致推选为总统， 并于1968年4月10日就职。他也是唯一一位任满七年任期的国家总统。1975年4月9日，福歇任满卸任。